# Julius Ernst Födisch
Julius Ernst Födisch (* 20. Oktober 1840 in Petersburg; † 13. Februar 1877 in Leitmeritz) war ein deutscher Hochschullehrer und Volkskundler.

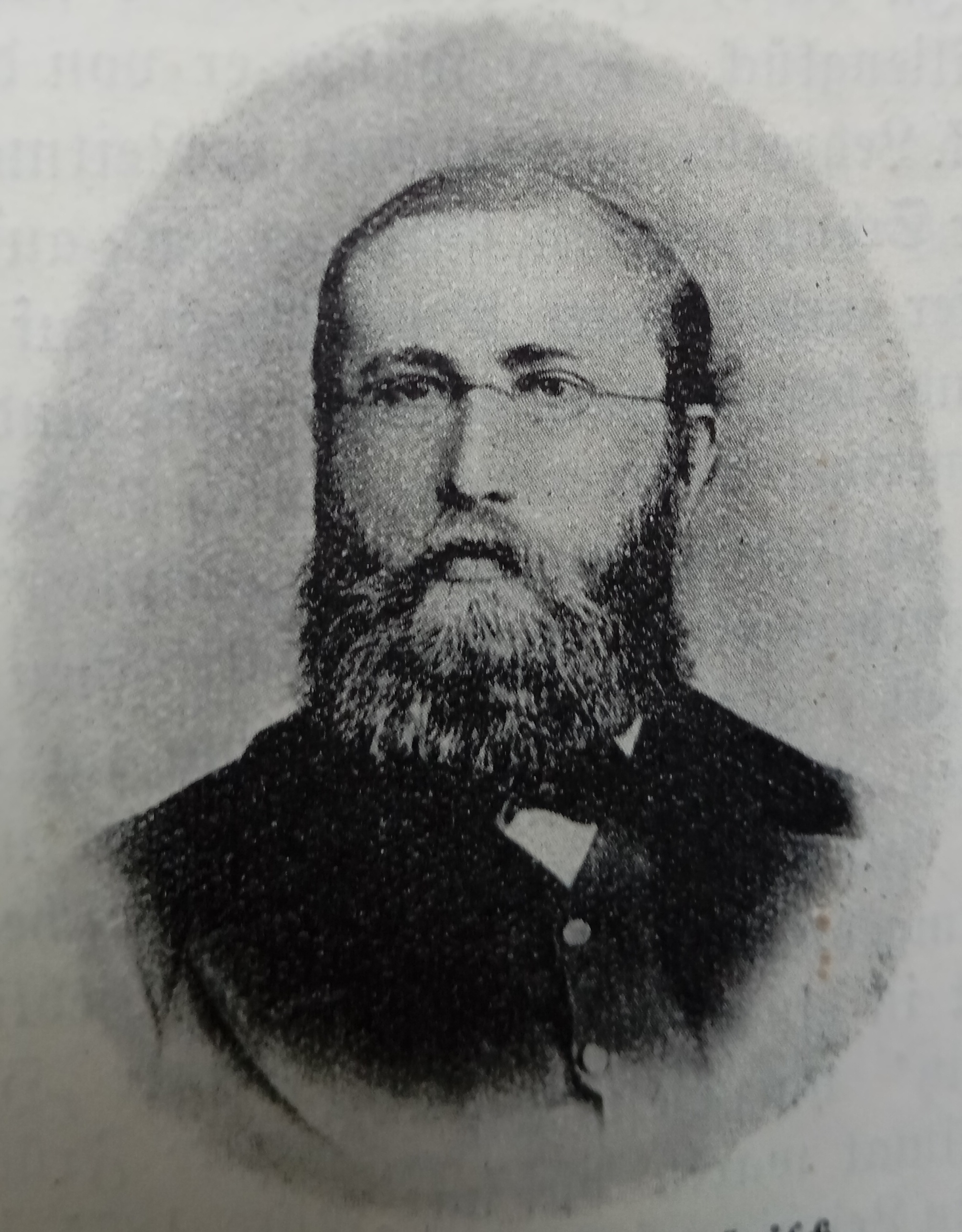
Julius Ernst Födisch

## Leben
Julius Ernst Födisch wurde 1840 auf Schloss Petersburg geboren, wo sein Vater Czernin’scher Obergärtner war. Von 1851 bis 1859 besuchte er das Gymnasium von Saaz, das er mit Auszeichnung absolvierte. Anschließend studierte er an der Universität Wien Philosophie, Geographie und Geschichte. Nach Absolvierung des Studiums trat er, da ihm die finanziellen Mittel zur Erlangung der Doktorwürde fehlten, von 1862 bis 1868 als Vorleser und Bibliotheksaufseher in die Dienste des Grafen Eugen Czernin, der ihm die Erlangung des Doktorgrades (1865) sowie mehrere Studienreisen durch Böhmen und Sachsen ermöglichte. Das auf diesen Reisen gesammelte wissenschaftliche Material verwertete Födisch in Aufsätzen über Brauchtum, Sagen, Dialekte, archäologische Ausgrabungen etc., die teils in den Mittheilungen des Vereines für Geschichte der Deutschen in Böhmen, teils in den Mittheilungen der Kaiserlich-Königlichen Central-Kommission zur Erforschung und Erhaltung der Baudenkmäler erschienen.
Ab Mai 1868 war er supplierender Professor an der kaiserlich-königlichen deutschen Oberrealschule in der Nikolandergasse in Prag, bis er im Oktober 1870 zum Professor an der kaiserlich-königlichen Lehrerbildungsanstalt in Leitmeritz ernannt wurde. Neben seiner Lehrtätigkeit setzte er sowohl seine Studien als auch eine umfangreiche Vortragstätigkeit fort und war aktives Mitglied zahlreicher Vereine.
Nachdem Födisch sich 1874 diversen Anfeindungen ausgesetzt gesehen hatte, zog er sich zunehmend aus dem öffentlichen Leben zurück. Im Winter 1874/75 litt er unter starken Erkältungen und erkrankte – wohl aufgrund mangelnder Schonung bzw. von Überarbeitung, vgl. Werkliste – 1876 an der Brightschen Krankheit, an deren Folgen er am 13. Februar 1877 im Alter von 36 Jahren starb. Neben seiner Ehefrau hinterließ er einen vierjährigen Sohn.

## Werke
- Felsen-Sagen aus Böhmen. Selbstverlag, O. O. u. J. [1868] (Digitalisat bei Google Books)
- Aus dem nordwestlichen Böhmen. Beiträge zur Kenntnis deutschen Volkslebens in Böhmen. In: Achtes Programm der k.k. Deutschen Ober-Realschule in Prag. Verlag der Anstalt, Prag 1869, S. 1–30 (Digitalisat bei Google Books)
- Gemälde von Prag und dessen Umgebungen. Topographisch geschildert und historisch erläutert. Ein Führer für Fremde und Einheimische. Neunte Auflage, gänzlich umgearbeitet.[1] Mit 19 Ansichten in Stahlstich. Reichenecker, Prag 1869 (Digitalisat bei Google Books)
- Leitmeritz. Ein historisch-topographisch-statistischer Führer durch die Stadt und deren Umgebung. Blömer, Leitmeritz 1871 (Digitalisat bei Google Books)
- Aussig. Historisch-topografisches Gemälde der Stadt und ihrer Umgebung. Mit Illustrationen von E. G. Dorrell. Hühl, Aussig 1873 (Digitalisat bei Google Books)
- Der dritte Kreuzzug und die babenbergisch-österreichische Politik. Vorgetragen im Leitmeritzer Lehrerverein am 7. März 1874. Selbstverlag, Leitmeritz 1874 (Digitalisat bei Google Books)

Lehrbücher
- Geographie des Königreiches Böhmen, Leipzig 1875
- Geschichte Böhmens in Biographien und Kulturbildern. Hirschfeld, Leipzig 1875 (Digitalisat in der BSB)
- Heimatskunde für deutsche Volksschulen in Böhmen, Leipzig 1875

Artikel in diversen Periodika (Auswahl)
- Heidnische Gräber in Böhmen. In: Anzeiger für Kunde der deutschen Vorzeit. Neue Folge. Organ des Germanischen Museums. Bd. 13, Jg. 1866. Verlag der literarisch-artistischen Anstalt des germanischen Museums, Nürnberg 1866, S. 53–55 (Volltext im Project Gutenberg)
- Artikel in den Mittheilungen des Vereines für Geschichte der Deutschen in Böhmen, Prag[2]:
  - Sagen aus Petersburg und Umgegend. 4. Jg. (1866), S. 120–123 (Digitalisat bei Google Books)
  - Böhmische Zigeuner. 4. Jg.(1866), S. 202–209 (Digitalisat bei Google Books)
  - Alte Schlösser und Weinkeller in Böhmen. Ein Beitrag zur Sagenforschung. 5. Jg. (1867), S. 34 (Digitalisat bei Google Books)
  - Volksthümliches aus dem nordwestlichen Böhmen. 6. Jg. (1868), S. 147–152, 206–211 (Digitalisat bei Google Books)
  - Felsensagen aus Böhmen. 7. Jg. (1869), S. 69–83 (Digitalisat bei Google Books)
  - Die heidnische Todtenbestattung in Böhmen. 7. Jg. (1869), S. 152–159, 196–201 (Digitalisat bei Google Books)
  - Die weiße Frau im Wolfsberge (bei Jechnitz). 8. Jg. (1870), S. 242 (Digitalisat bei Google Books)
  - Die Sage von der weißen Frau in Böhmen. 9. Jg. (1871), S. 85–91 (Digitalisat bei Google Books)
  - Die Müglitzer Funde. 9. Jg. (1871), S. 187 f. (Digitalisat bei Google Books)
  - (Zwerg-)Sagen aus dem Polzentale:
    - Zwergkönig Arnus. 9. Jg. (1871), S. 191 f. (Digitalisat bei Google Books)
    - Der Mann im Felsblock und Zipferlein am Brankenbache. 10. Jg. (1872), S. 284 f.
    - Schmied Robart. 11. Jg. (1873), S. 141 f. (Digitalisat bei Google Books)

  - Die „Sommerdocke“ und Eine Sage vom Hassenstein. 9. Jg. (1871), S. 275–278 (Digitalisat bei Google Books)
  - Volkstümliches aus Plan und Umgebung. 10. Jg. (1872), S. 79–83
  - Die alten Wallbauten Böhmens. 10. Jg. (1872), S. 186–293
  - Bernstein in heidnischen Gräbern Böhmens. 12. Jg. (1874), S. 189 f.
  - Archäologische Funde im Elbetale. 12. Jg. (1874), S. 233–236.
  - Geschichte des Aussiger Schützenkorps. 13. Jg. (1875), S. 27–40
- Artikel in den Mittheilungen der K. K. Central-Commission zur Erforschung und Erhaltung der Baudenkmale (Auswahl):
  - Beiträge zur archäologischen Fundchronik Böhmens und Der Steinwall am Berge Hradik bei Černosek in Böhmen. 1874,  S. 151 f. (Digitalisat in der Universitätsbibliothek Heidelberg)